# Comuna Mitoc, Botoșani
Mitoc este o comună în județul Botoșani, Moldova, România, formată din satele Horia și Mitoc (reședința).

## Demografie
Componența etnică a comunei Mitoc
     Români (97,46%)
     Alte etnii (0%)
     Necunoscută (2,54%)
Componența confesională a comunei Mitoc
     Ortodocși (89,76%)
     Penticostali (7,22%)
     Alte religii (0,47%)
     Necunoscută (2,54%)
Conform recensământului efectuat în 2021, populația comunei Mitoc se ridică la 1.690 de locuitori, în scădere față de recensământul anterior din 2011, când fuseseră înregistrați 1.878 de locuitori. Majoritatea locuitorilor sunt români (97,46%), iar pentru 2,54% nu se cunoaște apartenența etnică. Din punct de vedere confesional, majoritatea locuitorilor sunt ortodocși (89,76%), cu o minoritate de penticostali (7,22%), iar pentru 2,54% nu se cunoaște apartenența confesională.

## Politică și administrație
Comuna Mitoc este administrată de un primar și un consiliu local compus din 11 consilieri. Primarul, Ioan Galiț[*], de la Partidul Social Democrat, este în funcție din 2016. Începând cu alegerile locale din 2024, consiliul local are următoarea componență pe partide politice:
|  | Partid                          | Consilieri | Componența Consiliului | Componența Consiliului | Componența Consiliului | Componența Consiliului | Componența Consiliului | Componența Consiliului | Componența Consiliului |
|  | ------------------------------- | ---------- | ---------------------- | ---------------------- | ---------------------- | ---------------------- | ---------------------- | ---------------------- | ---------------------- |
|  | Partidul Social Democrat        | 7          |                        |                        |                        |                        |                        |                        |                        |
|  | Alianța pentru Unirea Românilor | 2          |                        |                        |                        |                        |                        |                        |                        |
|  | Partidul Național Liberal       | 2          |                        |                        |                        |                        |                        |                        |                        |

## Personalități
- Viorel Ștefan (n. 1954), deputat, senator;
- Florică Murariu (1955 - 1989), jucător de rugby.
- Stelică Morcov (n. 1951), sportiv lupte libere, medialiat cu bronz la Jocurile Olimpice de la Montreal 1976